# خطمية ثنائية الحول
الخطمية ثنائية الحول نوع نباتي ينتمي إلى جنس الخطمية من الفصيلة الخبازية 
موطنه بلاد الشام وتركيا والبلقان.